# Christian Köppel
Christian Köppel (* 3. November 1994 in München) ist ein deutscher Fußballspieler. Er spielte zuletzt bis Sommer 2022 für den FC Augsburg II.

## Karriere
Er begann mit dem Fußballspielen beim TSV 1860 München. Nachdem er alle Jugendmannschaften durchlaufen und erste Einsätze für die zweite Mannschaft absolviert hatte, gehörte ab Beginn der Saison 2017/18 zum Kader des ersten Teams der Löwen, das nach dem Doppelabstieg nun in der Regionalliga antrat. Am ersten Spieltag schoss er in Memmingen das erste Tor der Saison. Die Löwen schlossen die Saison als Meister ab und setzen sich in den Aufstiegsspielen gegen den 1. FC Saarbrücken durch, was den erstmaligen Aufstieg in die 3. Liga bedeutete. 
Nach dem Aufstieg debütierte er am 7. Oktober 2018 im Profifußball, als er am 11. Spieltag bei der 0:1-Auswärtsniederlage gegen den SV Meppen in der 2. Spielminute für den verletzten Jan Mauersberger eingewechselt wurde. Nach der Spielzeit 2018/19 wurde der auslaufende Vertrag des Verteidigers, der erst am Saisonende zu drei weiteren Einsätzen gekommen war, nicht mehr verlängert. Für die U21 in der Bayernliga Süd war er in sieben Einsätzen zu zwei Toren gekommen. Insgesamt hatte er für die erste Mannschaft 45 Pflichtspiele bestritten.
Zur Saison 2019/20 wechselte der Verteidiger zum Regionalligisten 1. FC Schweinfurt 05. Dort kam er bis zur Unterbrechung aufgrund der COVID-19-Pandemie zu zwölf Einsätzen in der Regionalliga und zwei im Toto-Pokal. Im Sommer 2020 verließ er die Schnüdel nach einem Jahr wieder. Er schloss sich Ende August dem Ligakonkurrenten FC Augsburg II an. Im Sommer 2022 lief sein Vertrag bei Augsburg aus, seitdem ist Köppel vereinslos.